# العلاج المناعي الفردي للسرطان
العلاج المناعي الفردي للسرطان، والذي يشار إليه أيضًا باسم علم الأورام المناعي الفردي، هو مفهوم جديد للقاحات السرطان العلاجية التي تكون مخصصة لفرد واحد حصرًا.
بشكل عام، يملك الجهاز المناعي البشري القدرة على التعرف على الخلايا السرطانية ومكافحتها. مع ذلك، عادةً ما تكون هذه القدرة غير كافية ويستمر السرطان في الانتشار. يعتمد العلاج المناعي للسرطان على تسخير الجهاز المناعي وتعزيز قدرته على محاربة السرطان.
لكل ورم بصمة وراثية فردية خاصة به، وهي مجموع الطفرات السرطانية الجسدية (ميوتانوم)، والتي تتضمن العديد من التحورات الجينية. على عكس الأدوية المشكلة مسبقًا، يستهدف التلقيح الطبي الفردي للسرطان طفرات سرطانية معينة ضمن ورم المريض بشكل خاص. أصبح إنتاج اللقاحات بحيث تلائم خريطة الطفرات السرطانية ضمن الفرد الواحد مجالًا جديدًا للبحث.
يهدف مفهوم العلاج المناعي الفردي للسرطان إلى تحديد الطفرات الفردية في ورم المريض، والتي تعتبر ضرورية لتكاثر الخلايا السرطانية أو بقائها على قيد الحياة أو انبثاث الخلايا الورمية. لتحقيق ذلك، يتم فك تشفير المخطط الجيني الفردي للورم عن طريق تحديد التسلسل، وباستخدام هذا المخطط كقالب، يُحضر لقاح صنعي مصمم خصيصًا لورم المريض. يُصمم هذا اللقاح للسيطرة على الجهاز المناعي في الجسم وتدريبه على محاربة السرطان.

## الخلفية
يتميز السرطان بتراكم التحورات الجينية. قد يكتسب الورم نحو آلاف الطفرات الجسمية المختلفة في أثناء عملية التنشؤ والانتشار. تتداخل مجموعة أصغر من الطفرات السرطانية مع التنظيم الطبيعي للخلايا وتساعد في تعزيز نمو السرطان.
قد تسبب الطفرات الجسدية في المجموع المورثي للورم التعبير عن بروتينات طافرة (مستضدات مستحدثة)، تتعرف عليها الخلايا التائية الذاتية كأجسام غريبة وتشكل أهدافًا للقاح السرطان.
اقتُرح ارتباط العبء الطفري للورم (عدد الطفرات ضمن المنطقة الجينية المستهدفة في دنا الخلية السرطانية) بمعدل بقيا المريض بعد العلاج المناعي، رغم أن النتائج مثيرة للجدل.
يتم التعبير عن هذه المستضدات المستحدثة بشكل خاص من قبل أنسجة الورم وهي غير موجودة على سطح الخلايا الطبيعية. لهذه المستضدات القدرة على تنظيم الخلايا التائية النوعية بالورم لدى المرضى دون قتل الخلايا الطبيعية.
تعد الخلايا التائية الخلايا المستفعلة الرئيسية في المناعة المضادة للسرطان، فهي قادرة على تمييز الخلايا السرطانية عن الخلايا الطبيعية من خلال التعرف على مستضدات الكريات البيضاء البشرية المرتبطة ببتيدات خاصة بالسرطان. من متطلبات التعرف على المستضدات المستحدثة من قبل الجهاز المناعي أن تُعالج وتُقدم المستضدات والمحددات المستضدية الخاصة بها، أي النيوإبتوبات، من قبل جزيئات مستضد الكريات البيضاء البشرية. يمكن التعرف على هذه الجزيئات بواسطة الخلايا اللمفاوية تي القاتلة باعتبارها نيوإبتوبات غريبة، وبمساعدة الخلايا اللمفاوية تي المساعدة التي تحدث استجابة مناعية قد تؤدي إلى عملية قتل نوعية بالورم. تعد الخلايا اللمفاوية تي القاتلة متخصصة في قتل الخلايا السرطانية بشكل مباشر. يمكن أن تتعاون خلايا تي المساعدة مع الخلايا المقدمة للمستضد مثل الخلايا المتغصنة لتوظيف الخلايا المناعية الأخرى أو تحفيز الخلايا المستفعلة.
تنشأ معظم المستضدات السرطانية المستحدثة عند البشر من طفرات استثنائية. تكون الخلايا السرطانية لدى المرضى غير متجانسة ضمن الآفات وفيما بينها ويتغير تركيبها بمرور الوقت. لكل مريض بصمة طفرية خاصة به (ميوتانوم)، ولا يكون هناك سوى بضع طفرات مشتركة بين المرضى. لهذا السبب، يتطلب وجود العلاج المناعي الموجه نحو المستضدات المستحدثة تصميم خاص بكل مريض.
أدى تطوير تقنية تسلسل الحمض النووي الريبوزي منقوص الأكسجين إلى تحسين دقة تمييز المستضدات المستحدثة وتحديد مواقعها. مع ظهور تسلسل الجيل التالي، أصبح من الممكن التنبؤ بشكل منهجي بالمستضدات المستحدثة لدى مرضى السرطان بشكل خاص.